# 大连鸟属
大连鳥屬（學名：Dalianraptor）学名含义为“大连的盗贼”，是一种原始鸟类，生活在中国约1.2亿年前的早白垩世时期，化石出土于辽宁省朝阳盆地联合乡回家子南山早白垩世九佛堂组地层的岩石。形态非常类似于神州鸟，其头骨下颌的近前部具有一嵴状突；较短的前肢，前后肢长度比为0.82，这表明大连鸟可能已会飞。体长达到约80公分长（31英寸）。
近年來其化石標本被懷疑是為化石貿易而偽造的化石嵌合體， 可能是將熱河鳥前肢與未命名的獸腳亞目前肢做交換而做成的。 即使正模標本不是偽造的，那麼大連鳥在鳥翼類中的分類地位依然不明。